# Soffa

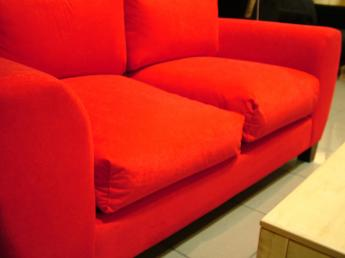
En soffa.

En soffa (arabiska: ṣuffa, 'vilobänk') är en sittmöbel för flera personer. Den är antingen stoppad eller har lösa dynor, och den är vanligen är försedd med rygg- och armstöd.

## Historik
Soffan är införd från Orienten och syntes tidigast i Europa under 1600-talet – då i Frankrike. I Sverige är soffan känd sedan sen barock.
Under 1700-talets gång utvecklades soffan i flera olika riktningar, inklusive som badkarssoffa och duchesse. Andra soffvarianter är bäddsoffa, divan, inventionssoffa och paneldivan.